# Agastache nepetoides
Agastache nepetoides är en kransblommig växtart som först beskrevs av Carl von Linné, och fick sitt nu gällande namn av Carl Ernst Otto Kuntze. Agastache nepetoides ingår i släktet anisisopar, och familjen kransblommiga växter. Inga underarter finns listade i Catalogue of Life.

## Bildgalleri

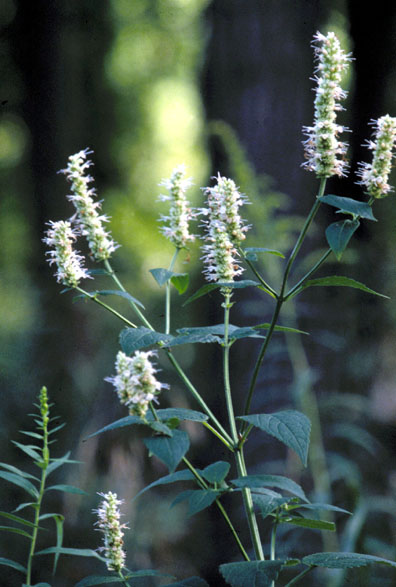